# Alojamiento de las tropas
Este artículo describe el alojamiento forzoso, generalmente temporal, de los soldados, especialmente en caso de guerra y de tropas de paso.
Estos alojamientos son viviendas civiles requisadas a los ciudadanos por el personal militar debido a decretos legales o a una incautación ilegal. 

## Historia

David Hess: Alojamiento de tropas en la ciudad, Suiza, 1798–1803

David Hess: Alojamiento de tropas en el campo, Suiza, 1798–1803

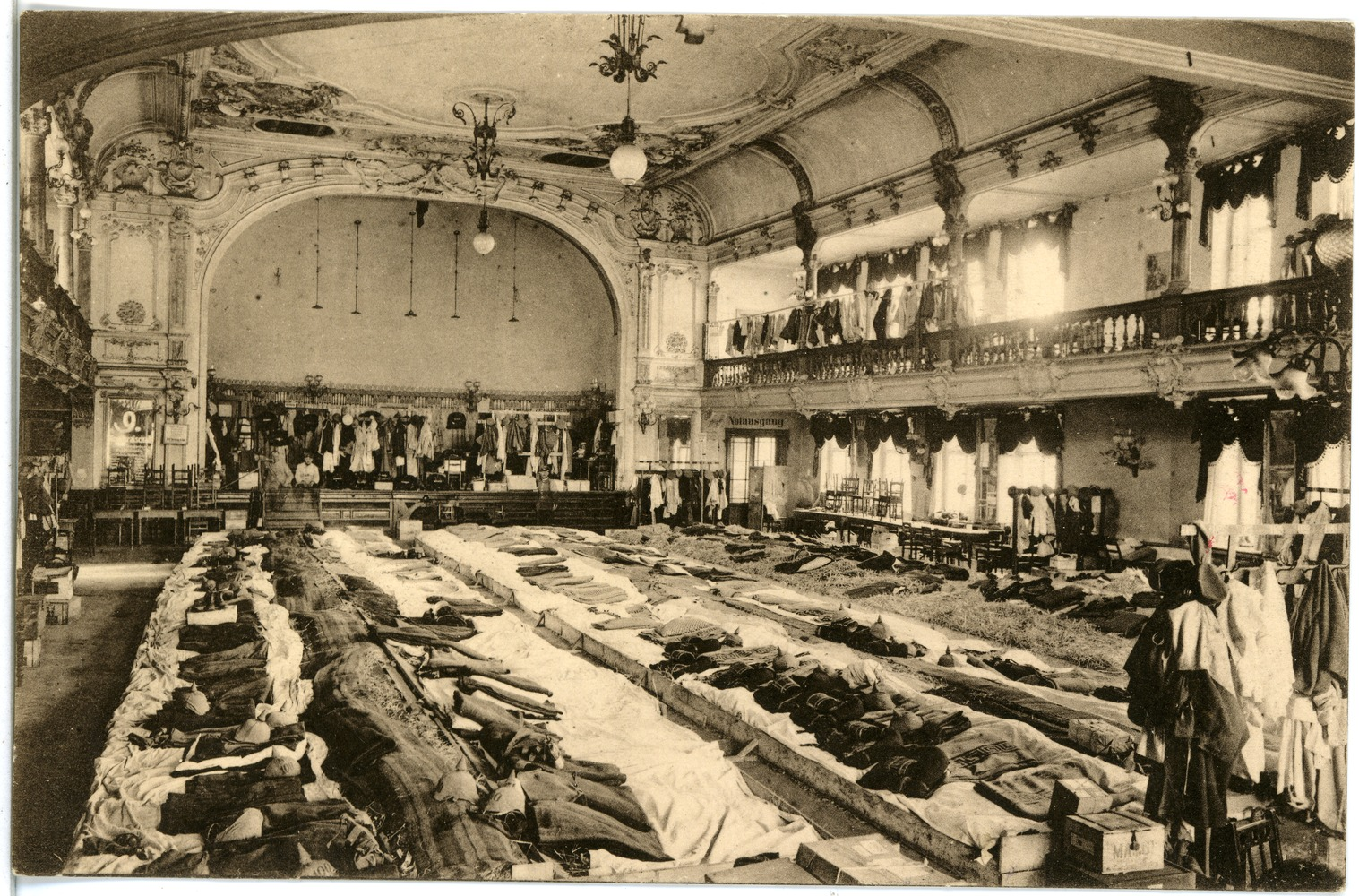
Alojamiento de tropas en el Hotel Goldene Sonne, Meissen, vestíbulo en el año de guerra 1915

### Francia
El alojamiento de tropas es uno de los objetos de derecho público que ha tomado una dirección muy diferente a lo largo del tiempo. El derecho constitucional más antiguo suponía que era obligación de los súbditos proporcionar alojamiento a los soldados a sueldo del soberano en las marchas y en el invierno. En Francia, se promulgó un decreto en 1514 bajo Luis XII y una ordenanza en 1665 bajo Luis XIV, que regulaba las condiciones de alojamiento, así como los alimentos. El Gran Elector Federico Guillermo I de Brandeburgo también emitió un edicto al respecto. Sin embargo, durante la Revolución Francesa, la ley del 8 de julio de 1791 suprimió por completo esta obligación de los ciudadanos ante las guarniciones permanentes y la limitó a las tropas en marcha. También se suprimió la libertad de la nobleza y otras clases para tomar alojamiento.
En Francia, el término dragonada se acuñó durante las guerras de hugonotes del siglo XVII contra la población insumisa.

### Alemania
En Alemania, estas cuestiones eran muy complicadas debido a la doble soberanía del emperador y del imperio, y a los señores de los estados, así como a los deberes especiales de las ciudades imperiales hacia el emperador. Lo fueron aún más cuando Wallenstein utilizó el sistema de requisas en la Guerra de los Treinta Años, con cuya ayuda abasteció a su ejército a costa no sólo de los países enemigos, sino también de los aliados del emperador. A raíz de las quejas, se adoptaron disposiciones contra estas cargas para los estados imperiales en la Paz de Praga de 1635, la Paz de Westfalia de 1648 y la Capitulación Electoral de 1658 (la capitulación electoral era, en la Edad Media, un contrato escrito en el que un candidato se comprometía a realizar determinados actos ante el colegio que lo iba a elegir. La capitulación electoral más famosa es la de los emperadores del Sacro Imperio Romano Germánico, conocida en latín como capitulatio caesarea o en alemán como Wahlkapitulation).
El sistema de alojamiento de tropas volvió a surgir durante la Guerra de los Siete Años pero adquirió mayor importancia cuando, a raíz de las coaliciones contra Francia, los ejércitos franceses inundaron progresivamente todas las tierras alemanas y les exigieron su mantenimiento íntegro, y a veces incluso más, tanto en los estados enemigos como en los aliados. La gente se había acostumbrado a considerar el alojamiento de tropas como una carga real que recaía sobre las casas y se mantuvo fiel a este principio incluso cuando a estos sencillos servicios se añadió el costoso suministro de alimentos para los soldados extranjeros.
Por último, en el Imperio alemán, la mayoría de las tropas estaban acuarteladas y no era necesario alojarlas. Cuando las tropas permanentes no estaban acuarteladas, se alojaban mediante alquileres a expensas del Estado pero no se acuartelaban en detrimento del individuo. Según la Ley Imperial de 3 de agosto de 1878, la cuantía de la indemnización se basaba en las clases de rango de los acuartelados y en las clases descendentes de las localidades (Berlín y otras cinco clases). Por ejemplo, Berlín para los generales en el mes de invierno 127,80 marcos, en el mes de verano 91,20 marcos; en una localidad 5ª clase 57,90 marcos y 41,10 marcos; para un sargento 24,60 marcos y 17,40 marcos o 10,20 marcos y 7,50 marcos. Para cada lugar se determinó a qué clase pertenecía. Cada cinco años se realizaba una revisión con este fin.
En la actual República Federal de Alemania, el alojamiento para el caso de la defensa está regulado por la Ley Federal de Prestaciones (Bundesleistungs-gesetz, BLG).

### Estados Unidos de América
La 3ª Enmienda de la Constitución de los Estados Unidos reguló el alojamiento de tropas después de que la Ley de Acuartelamiento británica exigiera a los colonos estadounidenses que albergaran y alimentaran a los soldados británicos.

### España
El alojamiento en casas particulares estaba sujeto a una ordenanza secular que proviene de la época de Carlomagno que disponía que, en territorio propio o amigo ningún soldado podía exigir otra cosa que alojamiento, fuego y agua. Las ordenanzas de Carlos III (Ordenanzas [1768], 1815: 69), que estuvieron vigentes en España hasta 1978, lo expresaban de la siguiente manera: «Art.22: Ningún soldado podrá exigir en el alojamiento que tuviere, otra cosa que cama, luz, agua, vinagre, sal y asiento a la lumbre: y el que maltratare a su patrón será castigado a proporción del exceso».[2]

### Proceso de alojamiento de tropas
Los furrieles solían preceder a su unidad (compañía, batallón, etc.) con un día de marcha para organizar el alojamiento de las tropas con las autoridades locales y comprobar la idoneidad de los cuarteles. Las tropas que llegaban recibían papeletas o boletas del alojamiento que les correspondía en casas particulares y eran alimentadas por los propietarios o mediante la entrega de alimentos por parte de la unidad de la tropa. 
La cuantía de los servicios de acuartelamiento a exigir se determinaba mediante registros (los llamados registros de alojamiento, en alemán: Einquartierungskataster), que recogían todos los edificios susceptibles de ser utilizados para el alojamiento de tropas con indicación de su capacidad y eran elaborados por el ayuntamiento o por una institución de apoyo (servicio de la diputación, Servisdeputation) y que luego se exponían públicamente. Los criterios que regían la distribución de los servicios de alojamiento eran regulados por una comisión formada por el administrador del distrito y dos miembros de la asamblea del mismo. Los criterios que regían la distribución del acuartelamiento en cada distrito municipal se determinaban mediante resolución municipal o estatuto local.